# Muramasa (Schmied)

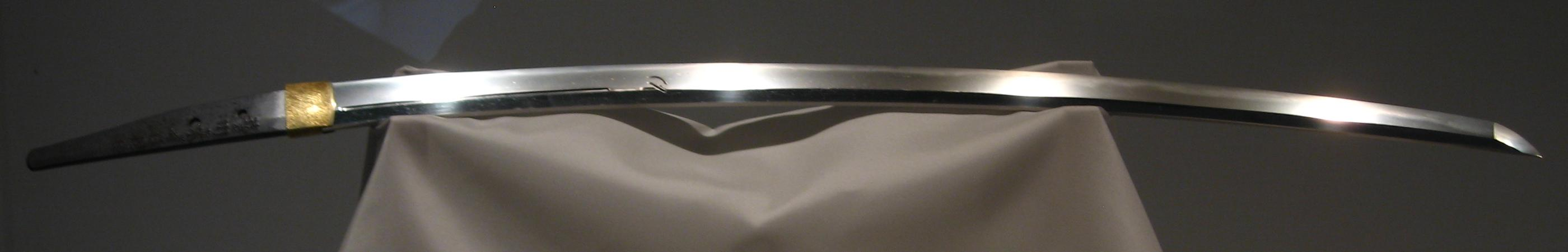
Von Muramasa gefertigtes Schwert (Nationalmuseum Tokio)

Muramasa (jap. 村正) war einer der großen japanischen Schwertschmiedemeister (dazu gehörten u. a. Yukimitsu, Masamune und Norishige), die eine der fünf Schwertschmiedetraditionen Gokaden ausübten. Muramasa war dabei ein Vertreter der Sōshū-Tradition.

## Leben und Bedeutung
Muramasa, der im frühen 16. Jahrhundert (späte Muromachi-Zeit) in Kuwana in der Provinz Ise lebte, gehörte mit Masamune (Kamakura-Zeit) zu den bekanntesten Schwertschmieden und war für seine scharfen Klingen bekannt. Nach einer Legende konnte sich der Charakter der Schwertschmiede auf die von ihnen gefertigten Klingen übertragen.
Muramasa, der wohl ein hervorragender, aber charakterlich nicht gefestigter Schwertschmied war, galt als gewalttätig und unbeherrscht. Da die Eigentümer seiner überragenden Klingen oft in blutige Auseinandersetzungen mit anderen verwickelt wurden und weil diese Schwerter nicht selten auch den Trägern selbst Unheil brachten, wurde Muramasa nachgesagt, seine Klingen seien „böse“ und „blutrünstig“. Die Legende besagt, es seien schon damals Muramasa-Klingen deshalb vernichtet worden.
Mit dem Tokugawa-Shōgunat (1603) fielen Muramasa-Klingen in Ungnade. Tokugawa Ieyasu selbst verlor viele Freunde und Verwandte durch diese Klingen. So verbot er mit dem Antritt seines Shogunats seinen Samurai, diese Schwerter zu tragen, lediglich in der Schlacht sei ihr Gebrauch erlaubt gewesen. Er trug damit aber sogar zur Legendenbildung um Muramasa bei, und dies führte zu vielen Stücken und Dramen mit diesen Klingen in der japanischen Literatur.
Es wird angenommen, dass es drei Muramasa-Generationen gab: Shodai Muramasa (1. Generation), Nidai Muramasa (2. Generation und bekannteste) und Sandai Muramasa (3. Generation).

## Klingen
Muramasa-Klingen zeichnen sich allgemein durch folgende (Haupt-)Merkmale aus: Das Jigane (Stahl) weist einen bläulichen, "frostigen" Farbton auf, was auf eine hohe Stahlqualität hindeuten soll. Das Hada (Maserung und Schmiedestruktur) ist meist Ko-Itame (dichte Holzmaserung), Itame-Nagare (Holzmaserung-fließend), Masame (gerade Maserung) und manchmal Mokume (enge, dichte 'Holz-Maserung').
Häufig ist auch das Shirake-Utsuri (weißer Klingenschatten) zu sehen.
Viele seiner Klingen weisen eine unregelmäßige Härtelinie auf (manche jedoch auch einen vollkommen geraden Verlauf – Suguha). Der Verlauf des Hamon (Härtezone) ist auf jeder Klingenseite bei vielen Klingen nahezu gleich, das Muster gleicht also auf der einen Klingenseite dem Muster auf der anderen Klingenseite. An manchen Stellen reichen die 'Täler' der Härtezone fast an Schneide (HA) heran – "Kakedashi-Ha". Der Hamon der Klingen beginnt meist mit einem schrägen Sugu-Yakidashi (schräg-gerade Härtelinie zu Beginn der Klinge) und geht danach in das eigentliche Muster über.
Die häufigsten Arten des Hamon sind Kombinationen aus Notare, Gunome, Hako, Togari, Midare-Ba. Es gibt hierbei einige Abweichungen, die von Generation zu Generation unterschiedlich sind – jede Muramasa-Generation hatte ihre eigene Art der Varianten und Kombinationen in der Anordnung der Muster, Wellen und Aktivitäten, z. B. des Hamon. Grob betrachtet gleichen sich die ersten beiden Generationen jedoch – die dritte Muramasa-Generation hat weniger Gemeinsamkeiten mit den ersten beiden. Das Boshi (Härtelinie der Spitze – Kissaki) ist meist Midare-Komi (unregelmäßig) in 'Jizo' (Hamon-Ende ist dem geschorenen Kopf einer Statue buddhistischer Mönche ähnlich) mündend und in Kaeri (Härtelinie auf der Klingenrückseite zurücklaufend und endend) lang auslaufend. Hier kommt es aber auch zu Abweichungen – abhängig von der vorangegangenen Härtelinie des Hauptklingenteils.
Die Klingenformen sind meist Katana in Shinogi-Zukuri (mit Klingengrat), Wakizashi und Tanto in Hira-Zukuri (ohne Klingengrat). Wenig Niku (Stahlvolumen an der Schneide) und bei den Katana ein relativ schmales Shinogi-Ji (Fläche zwischen Klingengrat und Klingenrücken). Die Mune (Klingenrücken) ist entweder Iori-Mune (spitzer Klingenrücken) oder Mitsu-Mune (dreiflächiger Klingenrücken). Die Abmessungen der Klingen fallen fast immer recht kurz aus, weisen einen meist tiefen Saki-Sori (Tiefpunkt der Krümmung liegt im oberen Bereich der Klinge) auf und das Nakago (Angel) ist in der unverkennbar kurzen und sehr kompakten Tanago-Bara-Form (ähnlich dem Körper des Bitterlings) gearbeitet. Es gibt auch in der Form einige Abweichungen (leichtes Saki-Sori).

## Rezeptionen in der Öffentlichkeit
In der japanischen Popkultur wurden die Schwerter Muramasas als verfluchte Waffe häufig aufgegriffen und auch explizit nach ihm benannt. So tauchen sie etwa in den Rollenspielen NetHack, Terraria oder Aura Kingdom und Wonder Boy III: The Dragon's Trap sowie in der Wizardry-Reihe auf.
Im Manga Crying Freeman von Kazuo Koike spielt in der Serie 'Schatten des Todes' das Schwert Muramasa eine Hauptrolle.